# Jimmy Barry
Pour les articles homonymes, voir James Barry et Barry.
Jimmy Barry est un boxeur américain né le 7 mars 1870 à Chicago, Illinois, et mort le 4 avril 1943 à Chicago.

## Carrière
Il devient champion du monde des poids coqs le 15 septembre 1894 en battant par KO au 28e round Casper Leon. Barry met un terme à sa carrière en 1899 après avoir défendu 6 fois sa ceinture. Il est resté invaincu en 72 combats.

## Distinction
- Jimmy Barry est membre de l'International Boxing Hall of Fame depuis 2000[1].